# Франц Бекенбауер
Франц Антон Бекенбауер (Минхен, 11. септембар 1945 — Салцбург, 7. јануар 2024) био је немачки фудбалер и тренер.
Био је најуспешнији немачки фудбалер, који је први одиграо више од 100 утакмица за националну репрезентацију. Као активни фудбалер освојио је Светско првенство у фудбалу 1974., а затим као тренер 1990. Био је организатор и главни промотер Светског првенства у фудбалу 2006. Два пута проглашен европским фудбалером године, Бекенбауер је играо је на три ФИФА светска првенства и два Европска првенства. Он је један од тројице мушкараца, заједно са Бразилцем Мариом Загалом и Французом Дидијеом Дешаном, који су освојили Светско првенство као играч и као менаџер. Био је први капитен који је освојио Светско првенство и Европско првенство на међународном нивоу и Европско првенство на клупском нивоу. Он је био именован у Светски тим 20. века 1998. године, тим снова ФИФА Светског првенства 2002. године, тим снова Златне лопте 2020. године, а 2004. је уврштен у ФИФА 100 списак највећих живих светских играча.
Бекенбауер је предводио успешну кандидатуру Немачке за домаћина Светског првенства у фудбалу 2006. и председавао је организационим комитетом. Радио је као експерт за Скај Немачка и 34 године као колумниста за таблоид Билд, оба до 2016. године. У августу 2016. објављено је да се против Бекенбауера води истрага због преваре и прања новца у оквиру Светског првенства 2006. године. Истрага је затворена без пресуде 2020. године пошто је наступила застарелост.

## Биографија
Франц Бекенбауер је рођен 1945. године, као син поштанског вишег секретара Франца Бекенбауера ( 1905; 1977) и његове супруге Антоније ( 1913; 2006), у Минхен-Гизингу. Почео је играти фудбал у „СК Минхен 1906" (SC 1906 München). Са 13 година се због личних разлога није пребацио у тадашњи највећи фудбалски клуб у Минхену „ГСУ 1860 Минхен“ (TSV 1860 München) него у "Бајерн Минхен" (FC Bayern München). Са непуних 20 година, у 6. игри сезоне, дебитовао је 2. септембра 1964. са Бајерном у тадашњој регионалној, другој по јачини лиги Немачке. Од те утакмице је као лево крило или центарфор одиграо скоро све утакмице до краја сезоне. Бајерн је ту сезону завршио на првом месту са 55:17 поена и уласком у прву бундеслигу. Још у регионалној лиги играо је заједно са Сепом Мајером и Гердом Милером, са којима је обележио наредне године немачког фудбала.
У младој репрезентацији Немачке дебитује 1964. године када игра 3 утакмице а у екипи Б немачке репрезентације игра две утакмице 1965. године, када бива замењен за Гинтера Нецера.
У првој сезони у првој бундеслиги, Бајерн Минхен је изгубио прву утакмицу против 1860 Минхен са 0:1, због чега је крај сезоне дочекао на 3 месту (да је победио и прву утакмицу, Бајерн би био први). Успешнији су били у купу Немачке, када победом над Мајдерихер СК са 4:2, освајају прво место. Бекенбауер је постигао четврти гол за Бајерн .
Први гол за репрезентацију Немачке, Бекенбауер је постигао 26. септембра 1965. у Стокхолму у квалификационој утакмици за светско првенство против Шведске, након само 6 утакмица у бундеслиги. Победом против Шведске са 2:1, Немачка се квалификовала за светско првенство у фудбалу 1966. у Енглеској. У његовој петој утакмици у дресу репрезентације, 23. марта 1966. против Холандије, постигао је своја прва два гола за национални тим Немачке (резултат 4:2).
Са Бајерном из Минхена освојио је 4 пута немачко првенство (1969., 1972., 1973., 1974) и 4 пута Европске купове. Године 1972. и 1976. изабран је најбољег фудбалера Европе.
Године 1977. прелази у Њујоршки „Космос“, а 1980. се враћа у Немачку у Хамбургер СВ са којима осваја 1982. немачко првенство.
Од 1984. до 1990. био је тренер немачке фудбалске репрезентације.
Од 1994. је у управи Бајерн Минхена. Франц Бекенбауер има титулу „почасног амбасадора Републике Косово" од 2011. године због залагања да Косово буде примљено у чланство ФИФА и УЕФА. Ово је било прво признање које је Бехђет Пацоли доделио у својству председника Косова.

## Статистика каријере

### Клуб
| Клуб              | Сезона            | Лига                | Лига   | Лига   | Куп    | Куп    | Европа | Европа | Друго  | Друго  | Укупно | Укупно |
| Клуб              | Сезона            | Дивизија            | Појава | Голова | Појава | Голова | Појава | Голова | Појава | Голова | Појава | Голова |
| ----------------- | ----------------- | ------------------- | ------ | ------ | ------ | ------ | ------ | ------ | ------ | ------ | ------ | ------ |
| Бајерн Минхен     | 1963–64           | Регионална лига Југ | 0      | 0      | —      | —      | —      | —      | 6      | 2      | 6      | 2      |
| Бајерн Минхен     | 1964–65           | Регионална лига Југ | 31     | 16     | —      | —      | —      | —      | 8      | 2      | 39     | 18     |
| Бајерн Минхен     | 1965–66           | Бундеслига          | 33     | 4      | 6      | 1      | —      | —      | —      | —      | 39     | 5      |
| Бајерн Минхен     | 1966–67           | Бундеслига          | 33     | 0      | 5      | 0      | 9      | 0      | —      | —      | 47     | 0      |
| Бајерн Минхен     | 1967–68           | Бундеслига          | 28     | 4      | 4      | 0      | 7      | 1      | —      | —      | 39     | 5      |
| Бајерн Минхен     | 1968–69           | Бундеслига          | 33     | 2      | 6      | 0      | —      | —      | —      | —      | 39     | 2      |
| Бајерн Минхен     | 1969–70           | Бундеслига          | 34     | 6      | 1      | 0      | 2      | 0      | —      | —      | 37     | 6      |
| Бајерн Минхен     | 1970–71           | Бундеслига          | 33     | 3      | 9      | 1      | 8      | 1      | —      | —      | 50     | 5      |
| Бајерн Минхен     | 1971–72           | Бундеслига          | 34     | 6      | 6      | 1      | 7      | 0      | —      | —      | 47     | 7      |
| Бајерн Минхен     | 1972–73           | Бундеслига          | 34     | 6      | 6      | 0      | 6      | 1      | 5      | 0      | 51     | 7      |
| Бајерн Минхен     | 1973–74           | Бундеслига          | 34     | 4      | 4      | 0      | 10     | 1      | —      | —      | 48     | 5      |
| Бајерн Минхен     | 1974–75           | Бундеслига          | 33     | 1      | 3      | 0      | 7      | 1      | —      | —      | 43     | 2      |
| Бајерн Минхен     | 1975–76           | Бундеслига          | 34     | 5      | 7      | 2      | 9      | 0      | 2      | 0      | 52     | 7      |
| Бајерн Минхен     | 1976–77           | Бундеслига          | 33     | 3      | 4      | 0      | 6      | 1      | 4      | 0      | 47     | 4      |
| Бајерн Минхен     | Укупно            | Укупно              | 427    | 60     | 61     | 5      | 71     | 6      | 25     | 4      | 584    | 75     |
| Њујорк Космос     | 1977              | NASL                | 15     | 4      | —      | —      | —      | —      | 6      | 1      | 21     | 5      |
| Њујорк Космос     | 1978              | NASL                | 27     | 8      | —      | —      | —      | —      | 6      | 2      | 33     | 10     |
| Њујорк Космос     | 1979              | NASL                | 12     | 1      | —      | —      | —      | —      | 6      | 0      | 18     | 1      |
| Њујорк Космос     | 1980              | NASL                | 26     | 4      | —      | —      | —      | —      | 7      | 1      | 33     | 5      |
| Њујорк Космос     | Укупно            | Укупно              | 80     | 17     | —      | —      | —      | —      | 25     | 4      | 105    | 21     |
| ФК Хамбургер      | 1980–81           | Бундеслига          | 18     | 0      | 2      | 0      | 0      | 0      | —      | —      | 20     | 0      |
| ФК Хамбургер      | 1981–82           | Бундеслига          | 10     | 0      | 3      | 0      | 5      | 0      | —      | —      | 18     | 0      |
| ФК Хамбургер      | Укупно            | Укупно              | 28     | 0      | 5      | 0      | 5      | 0      | —      | —      | 38     | 0      |
| Њујорк Космос     | 1983              | NASL                | 25     | 2      | —      | —      | —      | —      | 2      | 0      | 27     | 2      |
| Њујорк Космос     | NY Космос укупно  | NY Космос укупно    | 105    | 19     | —      | —      | —      | —      | 27     | 4      | 132    | 23     |
| Укупно у каријери | Укупно у каријери | Укупно у каријери   | 560    | 79     | 66     | 5      | 76     | 6      | 52     | 8      | 754    | 98     |

1. ↑  Appearances in Бундеслига promotion play-offs
2. ↑  6 appearances (1 goal) in Bundesliga promotion play-offs, 2 appearances (1 goal) in Southern German Cup
3. ↑  Appearances in DFB-Ligapokal
4. ↑  Appearances in UEFA Super Cup
5. ↑  Appearances in UEFA Super Cup and in Intercontinental Cup
6. 1 2 3 4 5  Appearances in NASL play-offs

### Интернационално
| Национални тим | Година | Појава | Голова |
| -------------- | ------ | ------ | ------ |
| Немачка        | 1965   | 3      | 0      |
| Немачка        | 1966   | 12     | 7      |
| Немачка        | 1967   | 5      | 0      |
| Немачка        | 1968   | 9      | 1      |
| Немачка        | 1969   | 6      | 0      |
| Немачка        | 1970   | 12     | 2      |
| Немачка        | 1971   | 9      | 2      |
| Немачка        | 1972   | 7      | 0      |
| Немачка        | 1973   | 10     | 1      |
| Немачка        | 1974   | 15     | 0      |
| Немачка        | 1975   | 7      | 0      |
| Немачка        | 1976   | 7      | 1      |
| Немачка        | 1977   | 1      | 0      |
| Укупно         | Укупно | 103    | 14     |